# Serranos (kommun)
Serranos är en kommun i Brasilien.   Den ligger i delstaten Minas Gerais, i den sydöstra delen av landet, 800 km sydost om huvudstaden Brasília. Antalet invånare är 1 996.
Följande samhällen finns i Serranos:
- Serranos

Omgivningarna runt Serranos är huvudsakligen savann. Runt Serranos är det glesbefolkat, med 11 invånare per kvadratkilometer.